# NK Sloga Ljubuški
NK Sloga je hrvatski nogometni klub iz Ljubuškog, BiH.

## Povijest
Utemeljen je 1937. godine kao Ljubuški omladinski športski klub, no prestao je s radom zbog početka drugog svjetskog rata. 1947. je nakratko oživljen pod imenom Udarnik. Od 1952., postoji NK Sloga koji je djelovao do 1957. Imao je uspjeha u zonskim ligama i nije više imao problema opstati, za razliku od prijašnjih „inkarnacija”. 1994. klub vraća staro ime HNK Ljubuški. U sezoni 2000./01., klubovi iz Herceg-Bosne, uključujući i HNK Ljubuški, su ušli u Premijer ligu BiH.
Nakon jedne sezone, ispali su u nižu ligu, Prvu ligu FBiH. U sezoni 2007./08. igrali su u Drugoj ligi FBiH – Jug. Ekipa je nakon dvije neodigrane utakmice diskvalificirana iz lige. U ljeto 2009. klub se ponovno aktivira, ali s drugim imenom NK Sloga. Nakon jedne sezone u međužupanijskoj ligi HBŽ i ZHŽ klub se plasirao u Drugu ligu – Jug. U sezoni 2014./15. osvajaju Drugu ligu i time ostvaruju plasman u Prvu ligu FBiH. Već nakon jedne sezone ispadaju iz Prve lige. Pred početak sezone 2018./19. odustaju od natjecanja u Drugoj ligi – Jug.

## Uspjesi
Klub je osvojio kup Herceg-Bosne 1994./95. i 1995./96. godine.

## Nastupi u Kupu BiH
2003./04.
- šesnaestina finala: HNK Ljubuški – NK Čelik Zenica (I) 0:1

2004./05.
- šesnaestina finala: FK Slavija I. Sarajevo (I) – HNK Ljubuški 4:1

2014./15.
- šesnaestina finala: NK Sloga Ljubuški – FK Drina HE Višegrad (II) 3:0
- osmina finala: NK Sloga Ljubuški – HŠK Zrinjski Mostar (I) 2:3, 1:4

2015./16.
- šesnaestina finala: FK Rudar Kakanj (II) – NK Sloga Ljubuški 2:0

## Poznati treneri
- Damir Vučić
- Ibro Rahimić
- Boris Gavran
- Ivo Ištuk
- Zdenko Adamović

## Vanjske poveznice
- Halid Sadiković, IZ POVIJESTI “SLOGE” (Fragmenti), ljubusaci.com